# South Prairie
South Prairie és una població dels Estats Units a l'estat de Washington. Segons el cens del 2000 tenia 382 habitants.

## Demografia
Segons el cens del 2000, South Prairie tenia 382 habitants, 125 habitatges, i 98 famílies. La densitat de població era de 359,7 habitants per km².
Dels 125 habitatges en un 44,8% hi vivien nens de menys de 18 anys, en un 68% hi vivien parelles casades, en un 4,8% dones solteres, i en un 20,8% no eren unitats familiars. En el 12% dels habitatges hi vivien persones soles el 3,2% de les quals corresponia a persones de 65 anys o més que vivien soles. El nombre mitjà de persones vivint en cada habitatge era de 3,06 i el nombre mitjà de persones que vivien en cada família era de 3,4.
Per edats la població es repartia de la següent manera: un 33% tenia menys de 18 anys, un 4,7% entre 18 i 24, un 38,5% entre 25 i 44, un 16,8% de 45 a 60 i un 7,1% 65 anys o més.
L'edat mediana era de 32 anys. Per cada 100 dones de 18 o més anys hi havia 100 homes.
La renda mediana per habitatge era de 50.250 $ i la renda mediana per família de 56.250 $. Els homes tenien una renda mediana de 47.589 $ mentre que les dones 37.250 $. La renda per capita de la població era de 19.345 $. Aproximadament l'1,8% de les famílies i el 5,1% de la població estaven per davall del llindar de pobresa.

## Poblacions més properes
El següent diagrama mostra les poblacions més properes.